# Râul Boul, Buzău
Râul Boul (numit și Bătrâna sau Pârâul Boului)  este un curs de apă, afluent al râului Buzău prin Lacul Jirlău. 